# Sosthene Moguenara
Sosthene Moguenara (Sarh, 17 oktober 1989) is een atleet uit Duitsland.
Op de Olympische Zomerspelen van Londen in 2012 nam Moguenara deel aan het onderdeel verspringen. Ze werd 20e in de series. Vier jaar later, op de Olympische Zomerspelen van Rio de Janeiro in 2016 behaalde ze de finale, waar ze als tiende eindigde.
Op de Europese kampioenschappen indooratletiek 2015 werd ze tweede achter Ivana Španović, en behaalde de zilveren medaille. In 2018 behaalde ze de bronzen medaille op het WK indoor.

## Persoonlijke records
Outdoor
| Onderdeel   | Prestatie | Wind | Plaats           | Datum      |
| ----------- | --------- | ---- | ---------------- | ---------- |
| 100m        | 11.94s    | -1.2 | Rehlingen (GER)  | 24.05.2010 |
| verspringen | 7.16m     | +1.6 | Weinheim (GER)   | 29.05.2016 |
| 4x100m      | 45.17     |      | Regensburg (GER) | 15.08.2010 |

Indoor
| Onderdeel        | Prestatie | Wind | Plaats            | Datum      |
| ---------------- | --------- | ---- | ----------------- | ---------- |
| verspringen ind. | 6.86m     |      | Saarbrücken (GER) | 11.01.2015 |
| 4x200m ind.      | 1:35.57   |      | Karlsruhe (GER)   | 28.02.2010 |

bijgewerkt september-2021
- World Athletics: 14278923